# ديابلو 3
ديابلو 3 هي لعبة فيديو من فئة تقمّص الأدوار وتحديدا فئة تقطيع و ذبح (Hack and slash). تقوم شركة بليزارد حاليا بتطويرها كالنسخة الثالثة في سلسلة ديابلو.
كشف النقاب عنها يوم 28 يونيو حزيران 2008، في المؤتمر (Worldwide Invitational) الذي أقامته بليزارد في باريس عام 2008.

## قصة
تقام اللعبة في سانكوتاري، العالم الخيالي المظلم لسلسلة ديابلو. تم حفظ هذا العالم قبل عشرين عاما من قبل حفنة من الأبطال لم يكشف عن اسمهم في ديابلو 2. المحاربون الذين نجوا من هجوم جيوش من الجحيم المشتعل قد جن جنونهم من هذه المحنة، والأمر متروك لجيل جديد من الأبطال لمواجهة قوى الشر التي تهدد عالم سانكوتاري. اللاعبين سوف تتاح لهم الفرصة لاستكشاف إعدادات مألوفة مثل تريسترام.
الشخصية غير اللاعبة المؤكده الوحيدة هو ديكارد قابيل،  الذي ظهر في كل من الألعاب السابقة. مجلة قابيل على الموقع الرسمي تحضر اللاعب إلى تسريع أحداث اللعبتين الأوليين.

## طريقة اللعب
ديابلو 3 لها أسلوب مماثل لسابقتها، ديابلو 2. حرك الملكية سوف يتضمن فيزياءهافوك وميزة تدمير البيئات مع الأضرار التي لحقت في تأثير اللعبة. المطورين يهدفوا لجعل اللعبة تعمل على مجموعة واسعة من الأنظمة، وذكرت أن ديركتإكس 10 لن يكون مطلوبا. ديابلو 3 ستستخدم محرك لعبة 3D مخصص من أجل تقديم وجهة نظر عامة للاعب، وبطريقة تشبه إلى حد ما إلى النظر الأيزوميتري المستخدم في الألعاب السابقة في هذه السلسلة ؛ اللاعبين قد يكبروا لمشهد أكثر إحكاما للشخصيه. وسوف يستغل الأعداء البيئة الثلاثية الأبعاد كذلك، بطرق مثل الزحف لأعلى جانب جدار من الأعماق إلى منطقة القتال. كل نموذج مخلوق سيكون لديه نحو 35 حركة قاتله فريدة.
كما هو الحال في ديابلو 2، اللعب الجماعي سوف تكون مممكنا باستخدام خدمة بليزار Battle.net،  مع العديد من الميزات الجديدة التي يتم تطويرها لستار كرافت 2 التي تتوفر أيضا لديابلو 3.  الاعبين سوف يكونوا قادرين على الدخول والخروج من جلسات لعب أشتراكي مع آخرين.
نظام بحث معزز، مولد مستوى عشوائي، ومولد لقاء عشوائي من المقرر أستخدامهم من أجل ضمان تجارب في اللعبة مختلفة عند اللعب ثانيا. عموما، سوف تشمل اللعبة كلا من مستويات ثابتة ومولده بشكل عشوائي. وبالإضافة إلى ذلك، سيكون هناك بحوث محددة بالفئة للذهاب إلى جانب بحوث الموضوع الرئيسي. للمرة الأولى في السلسلة، مشاهد-قطع داخل اللعب سوف تستخدم أثناء اللحظات الحاسمة. قطعتين من الدروع الجديدة ستكون متوفرة : لوحة الكتف، وطماق. 
على عكس المرات سابقة، يمكن أن تلتقط الذهب بمجرد لمسه، بدلا من الاضطرار إلى رفعه يدويا. الضربات الجانيه، خلافا لديابلو 2، هي الآن متميزة للاعبين خارج اللعبة الذين ينضمون إلى اللاعب، وليس مولده عشوائيا، وأستأجار غير قابل للاستبدال. واحدة من السمات الجديدة التي تهدف إلى زيادة سرعة اللعب هي كرات الصحة التي تسقط من الأعداء، لتحل محل الحاجة إلى وجود شريط جرعة، التي هي نفسها تحل محلها شريط المهارة التي تسمح للاعب في تعيين أزرار سريعه للمهارات والسحر ؛ سابقا، اللاعب كان يستطيع فقط أن يعين اثنين من المهارات (واحد لكل زر الماوس)، وكان عليه تبادل المهارات مع مفاتيح الوظائف. اللاعب لا يزال يمكنه تعيين هجمات محددة على أزرار الماوس.
مهارات الأحرف الرونية ميزة أخرى جديدة، هي بنود مهارات قابله للتعديل التي ترمى بشكل عشوائي من قبل وحوش وتستخدام عبر جميع الطبقات. مماثلة للرونيات في ديابلو 2 ولكن بدلا من تغيير البنود المحموله، يمكن أن تعلق لكل مهارة مثل بند، وكثيرا ما تغير اللعب تماما لكل مهارة. لديها أيضا القدرة على عمل سحر واحد معين ولا سيما في كل فئة أكثر قوة، وتعطي خيارات للاعب لكيفية الرونيه سوف تعزز سحر معين. على سبيل المثال، استثمار مهارات الأحرف الرونية على «البرق» للعراف يمكن أن تسمح للاعبين لجعل قفزة برق نحو أعداء إضافيين، أو، كبديل لذلك، إضافة الحروف الرونية مع تأثير الانفجار تفجر العدو، ويسبب ضررا للمنطقة المحيطة.

## أصناف الشخصيات
تمّ الإعلان على الأصناف الخمسة لشخصيات الأبطال:
- البربري
- الرعواني
- الساحر
- الراهب
- صائد المردة

يستطيع اللاعبون كذلك اختيار جنس الشخصية.
البربري، الذي سبق وروده في ديابلو 2، هو الصنف الوحيدة التي تخطط بليزارد لاعادته للإصدار الأولي. ذكرت بليزارد أن الراهب كان لا تتعلق بأي شكل من الأشكال إلى صنف الراهب في [43].

## التطوير
التطوير في ديابلو 3 بدأ في عام 2005 عندما كان لا يزال بليزارد الشمالية تعمل. التصميم الأصلي الفني يختلف عن ذلك التي يظهر في تجريب مؤتمر بليزارد في جميع أنحاء العالم 2008، وخضع لثلاث عمليات مراجعة قبل الوصول إلى المعايير المشعور لزومه من قبل الفريق وراء ديابلو 3. ويتألف فرق التطوير من خمسين شخص. معظم الميكانيكا والفيزياء للعبه كاملة، ويخضعون للتنقيحات الطفيفة. معظم مشاريع التنمية الحالية والمتبقية سوف تركز على إضافة محتوى اللعبة.
المصمم الرئيسي لديابلو 3 'هو جاي ويلسون، وهو مصمم سابق بريليك للترفيه صاحب الفضل في العمل على، و مجموعة لأبطال. المصمم الرئيسي هو ليونارد بويارسكيy، واحد من الست المشتركين في عمل لعبه فال أوت. 
اللعبة يجري التخطيط لإطلاقها متزامنة لكل من ويندوز وماكنتوش. بليزارد قد أعلنت أيضا أنه «ليس لديها خطط» لجعل اللعبة متوفرة على منصات أخرى،  ولكن في الآونة الأخيرة من الشائعات التي ترددت عن بدأمحادثات مع مصنعي وحدات الألعاب.
أعلن أنّ ميعاد الإطلاق الرسمي سيتم مبدئيا في بداية عام 2012.

## الروابط الخارجية
- ديابلو 3 على موقع IMDb (الإنجليزية)
- الموقع الرسمى
- Diablo III على مشروع الدليل المفتوح